# Hartmuth Malorny
Hartmuth Malorny (* 10. Mai 1959 in Wuppertal) ist ein deutscher Beat-Schriftsteller.

## Leben
Aufgewachsen in Kamp-Lintfort am Niederrhein, versuchte sich Malorny nach der Schulausbildung in verschiedenen Berufen, die zum Teil auch in seinen Romanen eine wesentliche Rolle spielen. Sein Romandebüt erfolgte 1972 zusammen mit seinem Bruder. Eine feste Anstellung erhielt er 1974 bei der Bundesbahn. Ab 1978 folgten Stationen als Teppichverleger (Noch ein Bier, Harry), Hausmeister im Rotlichtmilieu, Hilfsarbeiter im Gleisbau, Sicherungsposten, Vertreter, Wachmann und weiteren Jobs. 1981 folgte ein Umzug nach Dortmund, wo er ab 1989 als Straßenbahnfahrer arbeitete und später dann als Sonderreiniger.
Mehrmonatige Aufenthalte in Frankreich, Italien und Thailand.
Malorny entdeckte Charles Bukowski für sich und entwarf die deutsche Version von dessen Trinker- und Unterschichtsdramen. Daneben schrieb Malorny zahlreiche Essays und Gedichte, immer wieder auch über sein Idol Johnny Cash.

## Veröffentlichungen

### Einzel-Publikationen
- Noch ein Bier, Harry?, Roman im Neon-Verlag – Neuauflage Thomas Tonn Verlag 2004
- Die schwarze Ledertasche, Roman im Verlag Max-Stirner-Archiv, 2003
- Was übrig bleibt, Social-Beat-Gedichte, im Wiesenburg-Verlag, 2001
- Kronkorken für den Nachlass, Gedichte, Ariel-Verlag, 1994
- Bewegungen im Untergrund, Dunkle Gedichte im Ariel-Verlag, 1996
- Wendekreis der U-Bahn: Amor, Libido und Illusionen, Thomas Thonn Verlag, 2006
- Tod in Thailand: Der mysteriöse Asiat, Autoren-Feder-Verlag, 2009
- Begegnung in Turin, Wiesenburg-Verlag, 2015
- Ein Sargtischler in NY: und andere Stories, Edition PaperOne, 2010
- ATM-Das gekaufte Lächeln, Ein Tagebuch, Edition PaperOne, 2012
- Pi-Erntedankfest, Erzählung, Wiesenburg-Verlag, 2016
- Harry in Not, Roadmovie-Roman, Wiesenburg-Verlag, 2017
- Die Mafia bittet zu Tisch Roman, Wiesenburg-Verlag 2018
- Zurück aufs Eis – Wie man keinen Roman schreibt. gONZoVerlag, Mainz 2019 (zusammen mit Susann Klossek)

### Beiträge in Anthologien
- Begegnungen aus der Tintenwelt, Anthologie Marabout Verlag, 2005
- Der dunkle Keller, Anthologie im Geest-Verlag, 2002
- Der goldene Zahn, Anthologie Bookspot-Verlag, 2005
- Scheitern 2002, copy-us Verlags GmbH / edition anderswo, 2002
- Weihnachtszauber, Anthologie BASTEI-LÜBBE Verlag, 2001
- Abgezockt&Zugenäht, Anthologie PO EM PRESS Verlag, 1999
- Social beat slam! poetry, Anthologie KILLROY media, 1997
- Junger Westen, Rhein Eifel Mosel Verlag, 1996
- Paradies Äpfel, Anthologie Edition Maya, 1996
- Metastasen der Seele, Anthologie Kasskara-Verlag, 1992
- Jugend dichtet, Anthologie Ursprung-Verlag, 1990
- Don`t try, eine Bukowski Hommage, Anthologie Acheron Verlag, 2013
- Armut, Anthologie Wittaverlag, 2006
- Schau gen Horizont und lausche, eine Anthologie über Städte, Asphalt&Anders Verlag, 2009
- Echt! Pop-Protokolle aus dem Ruhrgebiet, Anthologie Salon alter Hammer, 2008